# Mallerenga de les Izu
La mallerenga de les Izu (Sittiparus owstoni) és una espècie d'ocell passeriforme que pertany a la família Pàrids endèmica de les illes Izu, al sud del Japó. Anteriorment es considerava una subespècie de la mallerenga variable, però va ser alçat a l'estatus d'espècie com a resultat d'un estudi filogenètic de 2014.
Les diferències entre les dues espècies són que la mallerenga de les Izu és més grossa que la mallerenga variable i la taca del front i les galtes no són groguenca sinó de color canyella com el ventre.